# Crystallichthys cyclospilus
Crystallichthys cyclospilus és una espècie de peix pertanyent a la família dels lipàrids que es troba al mar d'Okhotsk, el sud del mar de Bering, les illes Aleutianes i el golf d'Alaska al sud de les illes Shumagin.
És un peix marí, de clima boreal (67°N-55°N, 160°E-150°W) i demersal que viu entre 53 i 830 m de fondària. És inofensiu per als humans.